# Sóley
Sóley Stefánsdóttir (Hafnarfjörður, 1987), más conocida como Sóley, es una cantante independiente y compositora islandesa. Es miembro del grupo islandés Seabear.

## Carrera
Sóley estudió los estilos de música clásica y jazz de piano cuando era niña, y más tarde fue a la Academia de Arte Islandesa a estudiar composición para convertirse en una pianista y guitarrista profesional. A pesar de ser proveniente de Islandia, canta principalmente en inglés en su trabajo como solista y en grupo. Se hizo miembro de la banda de siete componentes islandesa de indie-folk Seabear, en 2006. Habiendo firmado con el sello discográfico Morr Music, la banda ha realizado hasta la fecha dos álbumes y un EP, en el que Sóley participa predominantemente con el piano y los coros.
Bajo el subsello discográfico de Morr Music "Sound Of A Handshake", Sóley realizó su primer EP como solista en 2010, titulado Theater Island (La Isla del Teatro). Al siguiente año, continuó con la publicación de We Sink (Nos Hundimos), su primer álbum de larga duración. La crítica fue en su mayor parte positiva, con elogios a menudo dirigidos a la "deliciosa y hermosa" obra de piano y la delicada entrega vocal. La composición también ha sido valorada por la ''sensación soñadora'' y el ''surrealismo oscuro'' que transmite la calidad del sonido. Sóley describió ella misma sus letras como ''soñadoras, surrealistas y de su propio mundo'', expresando su esperanza de que los oyentes descifrasen su propio significado de las palabras. En 2013, una pista del álbum (Fight Them Soft) se usó en la banda sonora de un episodio de la serie de televisión Misfits.
Un álbum de piano compuesto e interpretado enteramente por Sóley, titulado Krómantík, fue publicado el 18 de julio de 2014 junto con partituras e ilustraciones para acompañar cada una de las piezas. Sobre el álbum, Sóley explicó: “Siempre quise hacer un álbum de piano, desde que estaba en la academia de arte”.
“Algunas de las piezas en Krómantík fueron escritas mientras estudiaba – y la primera pista, ‘Stiklur’, por ejemplo, era originalmente parte de una composición mayor para piano que escribí. Sin embargo, al final no usé muchas piezas de la escuela, simplemente porque me gustaba hacer canciones nuevas, por lo que muchas de ellas fueron escritas para un mayor proyecto de arte en el que trabajé durante el verano, después de terminar We Sink.”
Sóley describió además el ánimo del álbum, declarando: “De noche, o cuando haga frío y esté lloviendo fuera, siéntate en una silla de tu salón y escucha. Si te dan ganas, muévete un poco. Imagina un piano un poco fuera de tono en una esquina, luego imagina las manos viejas. Esas manos viejas tienen una historia que contar. Esas manos son casi irreales pero es difícil poder decirlo con solo escucharlo. Esas manos tocarán hasta que Krómantík se desvanezca en el silencio y tus ojos cerrados empiecen lentamente a ver algo más profundo y oscuro.”

## Vida personal
Sóley nació el 20 de octubre de 1987 en Hafnarfjörður, un suburbio de Reikiavik. 
Encuentra su inspiración mayormente en poetas y viene de una familia musical, siendo su padre trombonista y profesor de música. Su hermano menor, Eiríkur, y su hermana menor, tocan ambos instrumentos musicales. 
Se mudó a la capital y vive con su marido, Héðinn Finnson. Tomó un breve descanso de la grabación y gira cuando dio a luz a su primera hija en marzo de 2014. 
Sóley es vegana desde que nació su hija.

## Discografía

### Con Seabear

#### Álbumes de estudio
- 2007: The Ghost That Carried Us Away (Morr Music)
- 2010: We Built a Fire (Morr Music)

#### EP
- 2010: While the Fire Dies (Sound of a Handshake)

### Como solista

#### Álbumes de estudio
- 2011: We Sink (Morr Music)
- 2015: Ask the Deep (Morr Music)
- 2017: Endless Summer (Morr Music)

#### EP
- 2010: Theater Island (Morr Music)
- 2014: Krómantík (Morr Music)
- 2015: Don't Ever Listen (Morr Music)

#### Sencillos
- 2012: Pretty Face (Morr Music)